# Омаджо, Мария Розария
Мария Розария Омаджо (итал. Maria Rosaria Omaggio; 11 января 1954, Рим — 30 июня 2024, Рим) — итальянская актриса, телеведущая и писательница.

## Биография
Мария Розария Омаджио родилась в Риме. Дебютировала на телевидении в 1973 году на итальянском шоу «Canzonissima». В 1976 году она дебютировала в кино жанра «Eurocrime» вместе с Томасом Милианом в фильмах «Рим полный насилия» и «Полицейский в синих джинсах», а позже снялась в многочисленных фильмах и телесериалах. Она также активно выступала на сцене, а в 2011 году отпраздновала своё 25-летие в театре сольным концертом «Omaggio a voi».
Являлась послом доброй воли ЮНИСЕФ.

### Смерть
Умерла 1 июля 2024 года в возрасте 70 лет.